# Свете тајне
Свете тајне (транслит.  — тајна) су хришћански обреди. Њихов број се разликује код различитих хришћанских деноминација.
У православљу су то крштење, миропомазање и свештенство и не могу се поновити, док се остале тајне понављају. Приступ животу у Православној цркви у целини је светотајински.
По хришћанском веровању, света тајна је чин који преображава. Преображење је истински циљ Господа Бога у његовим спаситељским делима. У Христу, Бог не само да нас спасава, не само да нам опрашта грехе него, и преображава наше животе. Свете тајне су свештене радње којима Црква преображава наш живот, освећује га. Бог је створио материју као и дух, а стварни грех човека је што је раздвојио и подвојио материју и дух да би се подредио материји, постао њен роб. Свете тајне поновно спајају раздвојено.
Обично се каже да у Цркви има седам светих тајни, јер број седам означава савршенство. Међутим у Цркви има безброј светих тајни, у њој је све Света тајна.

## Крштење
Први људски грех настао је још у Рају, када први људи погазише Божју заповест. Узрок првога греха била је гордост, а последица прогон првих људи из Раја. Од тада се тај први, прародитељски грех преноси са генерације на генерацију. Због тога се још назива и наследни грех. Једини начин да се очистимо од овога греха јесте кроз Свету Тајну крштења, јер у овој Светој Тајни добијамо Благодат од Духа светога, која чисти душу од свих грехова и освећује је. Ово значи да се кроз ову Свету тајну чистимо и од личних грехова које смо начинили од рођења до дана крштења (ово важи само за одрасле особе јер новорођенчад и мала деца, изузев наследног, немају других грехова) и духовно поново рађамо за Бога, за живот вечни.
Крштењем се постаје члан Цркве Христове, хришћанин, а не рођењем. Ко се не крсти није достојан да прими ни остале Свете тајне. Основни предуслов за крштење је, наравно, вера у Исуса Христа, да је Он Син Божији, и да је пострадао и васкрсао из мртвих, и да ће опет доћи да суди живима и мртвима. Такође да бисмо били крштени морамо знати основне истине хришћанске вере, и наравно, колико је то нама могуће, по њима живети.
Крштење се не може обавити без кума, или куме. Кум може бити свака крштена и пунолетна особа која води живот примерен једном хришћанину. Он је гарант да смо испунили духовне предуслове за крштење. Чином крштења кум постаје наш духовни отац који нас до краја живота води и усмерава на пут истине и Богопознања. Он постаје одговоран за наш духовни живот.
Свету тајну крштења обавља свештеник или владика. У изузетним случајевима, нпр. код тешких болесника, када нису присутни ни свештеник ни владика, да болесник не би умро некрштен, крштење може обавити и ђакон, односно било која крштена особа која зна формулу крштења (И крштава се слуга Божији (име) у име Оца, Амин и Сина Амин, и Светога Духа Амин.), ако ни ђакона није могуће наћи. Ако болесник прездрави свештеник допуњује крштење, али без формуле крштења.
Сам чин крштења изгледа тако што свештеник лице које се крсти три пута загњурује у освећену воду, у име Оца и Сина и Светог духа. Такође свештеник од лица које се крсти захтева одрицање од сатане, покајање и право вероисповедање, садржано у Симболу вере. Ово све обавља кум у случајевима када је лице које се крсти дете.
За крштење је потребно:
1. извод из матичне књиге рођених
2. кум
3. бело платно - крсница
4. свећа
5. основно знање о хришћанској вери

## Миропомазање
Ова Света тајна врши се одмах после крштења, и њоме новокрштени добија потребну снагу. Свештеник помазује светим миром главне делове тела: чело, очи, ноздрве, уста, уши, прса, рамена, руке и ноге, изговарајући формулу: Печат дара Духа светог, коју кум потврђује Нека тако буде.
Свето миро је нарочито припремљена материја. Оно се припрема једном годишње. Варење светог мира је свечано, најсвечаније што може бити. Почиње на Велики понедељак и траје до Велике среде увече. На Велики четвртак, за време свете литургије, освећује га Његова Светост Патријарх. Потом се свето миро, преко епархијских архијереја и архијерејских намесника дели свештеницима.).
Оно што за телесно напредовање новорођенчета представља мајчино млеко, то за духовно напредовање новокрштеној души, као духовном новорођенчету, представља миропомазање. Разлози због којих се светим миром помазују одређени делови тела су следећи:
- Чело се освећује - Да се освети разум и да размишља о Богу и Његовом закону.
- Груди - Да се освети срце и да љуби Бога.
- Очи - Да се освете и да виде добро у сваком створењу.
- Уши - Да се освете и да слушају речи Божје.
- Образи - Да се освете и изражавају радост због учињеног добра и стида због греха.
- Уста - Да се освете с циљем да могу славити Господа Бога и да увек говоре истину и добро.
- Руке - Да се освете да би увек чиниле добра и племенита дела пред Богом.
- Ноге - Да се освете и да би ишле правим хришћанским путем који води у Царство Божје.

Укратко - Да се освети цео човек, и душа и тело, да буде свет као што је Бог свет.

## Причешће
Светом тајном причешћа примамо под видом хлеба и вина право Тело и праву Крв Господа Исуса Христа. Ова Света тајна представља врхунац љубави и заједништва између Бога и човека. Свету тајну причешћа установио је сам Исус Христос на Тајној вечери: “А кад су јели, узе Исус хлеб, благослови, изломи и даде ученицима и рече: узмите, једите; ово је тело моје. Тада узе чашу и захвали, даде им и рече: пијте из ње сви; јер ово је моја крв савеза, која се пролива за многе ради опроштаја грехова.” (Матеј 26; 26-28).
Свето причешће се припрема и прима за време најважнијег црквеног богослужења, Свете литургије. Верници се за Свето причешће припремају постом и молитвом. За здраве вернике припрема је строжа, него за болесне, односно здрави верници строже посте него болесни. Недељу дана пред причешће држи се строги пост, тј. пости се на води, не употребљава се зејтин. На Светој литургији верници исповедају своје грехове свештенику, он их затим разрешава грехова и утврђује да ли су спремни да приме Свету тајну, тек после тога верници могу приступити путиру (чаши) са Светим причешћем.
У изузетним случајевима када су у питању болесници на самрти, и када је потребно брзо причешће, могу изостати уобичајене припреме, тј. ови верници не посте пре причешћа, већ их свештеник само исповеди и причести. Ово се чини због тога да би се верник пре смрти сјединио са Богом. У оваквим случајевима свештеник односи Свете дарове у дом болесника и тамо га причешћује.
Причешће се може вршити и у дому оних болесника који нису на самрти, али су непокретни, и не могу доћи у цркву. Тада то није последње причешће, већ свештеник причешћује болесника за здравље душе и тела.
Данас се верници најчешће причешћују у току четири велика поста (Божићног, Ускршњег, Св. ап. Петра и Павла, Госпојинског), но треба да је препоручљиво причешћивати се што чешће. Значи кад год је верник у прилици пожељно је да се причести.

## Исповест
Исповест је Света Тајна кроз коју верници исповедају своје грехе и уколико то чине искрено, кајући се, од исповедника (свештеника) добијају разрешење грехова у име Исуса Христа. Епископи и свештеници, као наследници апостола, имају ту моћ да опраштају грехе, јер рече Исус апостолима: “Примите Духа Светога. Којима опростите грехе опростиће им се; и којима задржите задржаће се.” (Јован 20; 22, 23).
Верника који се и исповедио и покајао свештеник разрешава греха читајући молитву:“Господе Боже наш, који си Петру и блудници сузама подарио опроштај грехова, и цариника који је познао грехе своје оправдао, прими исповест слуге твога (име), и грехе које је сагрешио вољно или невољно, речју или делом или мислима, Ти му као благ и човекољубив Бог опрости. Јер Ти једини имаш власт отпуштати грехе, јер си Бог милости и сажаљења, и Теби славу узносимо, Оцу и Сину и Светоме Духу, сада и увек, и у векове векова. Амин.” Свештеник неће прочитати ову молитву ако се верник не каје искрено, већ то чини само ради формалности. Они који се на такав начин исповеде и даље остају под теретом греха. Један од доказа да је исповест обављена како треба јесте олакшање на души које осећа онај који се исповедио.
Свештеник је обавезан да и по цену живота чува тајну поверену му приликом исповести. у супротном може бити лишен свештеничког чина.
У случајевима када је верник исповедио неки тежи грех свештеник му препоручује епитимију (васпитно поправну меру након које верник опет може да приступи причешћу), која зависи од тежине и врсте учињеног преступа. Епитимија може бити додатни пост или молитва, чињење милосрђа, ако смо кога оштетили да му то надокнадимо, да молимо опроштај од оних које смо увредили.
Важно је рећи да је свештеник само посредник између нас и Бога, и да исповедајући своје грехе и кајући се пред пред свештеником ми се у ствари исповедамо и кајемо пред Богом.
Исповест и покајање треба обављати што чешће, а поготову у болести, јер не знамо време своје смрти, те је због тога потребно да се ослободимо греха и тако задобијемо Царство небеско.

## Свештенство
У овој Светој Тајни епископ уводи у олтар кандидата, који је испунио све услове потребне за обављање свештеничке службе, ставља му руку на главу и чита молитву посвећења, да би на кандидата сишла Божанска благодат Светог духа.
После овога рукоположени има право, у зависности од добијеног чина, да врши свештенорадње, да учи верне и да управља Црквом. Ово право свештенству је дао сам Исус Христос, када је уочи Вазнесења рекао апостолима: “идите, дакле, и научите све народе крстећи их у име Оца и Сина и Светога Духа, учећи их да све држе што сам вам заповедио” (Матеј 28; 19, 20).
У Православној цркви имамо следеће чинове рукоположења: ђакони, презвитери (свештеници) и епископи (владике).
Епископи се бирају искључиво из редова монаха и они имају право да врше све Свете тајне, презвитери све осим Свете тајне свештенства, док ђакони не могу самостално вршити ниједну Свету тајну, већ помажу (саслужују) епископима и презвитерима.
Ко је установио у Цркви јерархију?
Сам Господ Христос као први Првосвештеник (Јевр. V, 4-6). Он, као извор сваке власти и права у Његовој Цркви, дао је апостолима власт да уче, исцељују и опраштају грехе.
Шта онда представља целину јерархије?
Најпре Христос као вечни Првосвештеник и глава Цркве, онда од Њега апостоли, па од апостола епископи, и од епископа свештеници и ђакони.
Зашто је неопходно полагање руку у овој светој тајни?
То су најпре чинили апостоли (I Тим. IV, 14, 15,22). Полагање руку у овој светој тајни преноси се на лице које се рукополаже духовна сила и тако се постиже законита веза црквене власти и свештенослужења.
Зашто свештеника зовемо “Оцем”?
Зато што смо преко свештеника у светој тајни крштења препорођени у децу божју; преко њих у светој тајни причешћа добијамо небеску храну (Христово тело и крв); у светој тајни покајања преко њих добијамо опроштење од својих грехова, а у осталим светим тајнама нарочите дарове Светог Духа. Поред тога, свештеници са за нас непрестано моле, уче нас, саветују, опомињу нас и нама руководе. Према томе, они су заиста наши духовни оци. Свакако они морају бити достојни тог имена и те велике службе.

## Брак
Света тајна брака је Света Тајна кроз коју Свети Дух сједињује у једно биће два крштена пунолетна лица различитог пола, који пред свештеником изјаве да ће се цео свој живот узајамно волети, бити верни једно другом, и у којој примају благослов за рађање и васпитање деце.
Брак је Света тајна коју је Бог установио још у Рају, рекавши Адаму и Еви: “Рађајте се, и множите се и напуните земљу” (Постање I; 28). Касније је Господ Исус Христос потврдио Свету Тајну брака одговарајући фарисејима на њихово кушање, “да ли сме човек да отпусти жену за сваку кривицу?” речима: “Зар нисте читали да их је творац од почетка створио као мушко и женско и рече:“Зато ће човек оставити оца и мајку и прионуће уз жену своју, и биће двоје једно тело”? Тако нису више два него једно тело. Што је Бог саставио, човек нека не раставља.” (Матеј 19; 4-6). Такође је осветио брак Својим присуством на свадби у Кани Галилејској, где учини прво чудо претворивши воду у вино.
Младић и девојка који одлуче да ступе у брак прво одлазе код свог свештеника да обаве предбрачни испит. Ово је неопходно учинити да би се откриле све евентуалне сметње за ступање у брак, као што су: малолетство, крвно или духовно сродство, несагласност родитеља... Ако не постоји никаква сметња за ступање у брак после три Свете Литургије младенци долазе у храм да се венчају.
Непосредно уочи венчања врши се прстеновање испред олтара. Само венчање обавља се на средини цркве, испред Крста и Еванђеља, уз присуство два сведока (кумова). Тада свештеник пита младенце да ли имају слободну вољу да ступе у брак, и да ли се нису обећали неком другом. Венчање је обављено када свештеник ставивши младенцима венце на главу благосиља их уз речи: “Господе, Боже наш, славом и чашћу венчај их”. После тога младенци пију вино из заједничке чаше у знак да ће целог живота делити добро и зло.
Као што смо већ рекли брак је доживотна заједница, али у крајњем случају, као што је неверство или смрт неког од супружника, Црква дозвољава другом супружнику да ступи у нови брак.

## Јелеосвећење
Ова Света Тајна врши се углавном над тешким болесницима, било телесним било душевним. У њој се болеснику читају молитве и помазује се освећеним уљем (јелејом), кроз које делује Божја благодат за оздрављење болесника.
Тајну по правилу врши седам свештеника, а може и три. На сто се стави чинија са пшеницом, а у средину кандило са уљем. Поред чиније се стави седам стручака босиљка за помазивање. Затим се врши освећење уља. Потом се уз читање молитава болесник седам пута помазује.
Вршење ове Тајне је заповешћу апостола пренесено на епископе и свештенике: “Болује ли ко међу вама? Нека дозове црквене старешине, па нека се помоле над њим и помажу га уљем у име Господње. И молитва вере спашће болесника, и Господ ће га подићи; ако је и учинио грехе, биће му опроштено.” (Јаковљева 5; 14, 15).